# 大阪市立日本橋小学校
大阪市立日本橋小学校（おおさかしりつ にっぽんばし しょうがっこう）は、大阪市浪速区日本橋にあった公立小学校。

## 概要
1872年に創立した小学校を起源とし、学制改革で大阪市立日本橋小学校と称した。しかし地域の児童数減少により小規模化していたことで、近隣の小学校と統合して施設一体型小中一貫校「大阪市立浪速小学校・日本橋中学校」（通称・愛称：日本橋小中一貫校）を設置する形で、2017年3月に閉校した。
学校は髙島屋東別館の東側に位置していた。日本橋から難波にかけての商業地区を校区とし、でんでんタウンの北半分やなんばパークスなどが校区に含まれていた。

## 沿革
明治時代初期の学制発布により、1872年に南区第二大区第十三番小学校として開校した。その後学校制度の変遷に伴い、日本橋尋常小学校に改称した。1941年には国民学校令により、日本橋国民学校と称した。
太平洋戦争の戦局悪化により、1944年以降 滋賀県野洲郡小津村・玉津村・河西村（いずれも現在の守山市）に集団疎開を実施した。
1945年3月13日の第一次大阪大空襲で校舎を焼失した。終戦直後の一時期には休校し日東小学校に統合され休校となった。その後1949年、大阪市立日本橋小学校として再開校した。
1957年には校舎内に大阪市立日本橋小学校付属幼稚園を併設したが、付属幼稚園は2010年3月に休園となった。
2000年代には1学年あたり児童10人前後・全校児童あわせて60人前後の規模で推移し、2008年5月時点では大阪市立小学校としては児童数が最も少ない学校となっていた。このことで学校統廃合構想が具体化し、2017年には近隣の大阪市立恵美小学校・大阪市立日東小学校と統合する形で、大阪市立日本橋中学校に新小学校・大阪市立浪速小学校を併設して、施設一体型小中一貫校「大阪市立浪速小学校・日本橋中学校」（通称・愛称：日本橋小中一貫校）が設置された。これに伴い閉校となっている。

### 年表
- 1872年 - 南区第二大区第十三番小学校として創立。
- 1902年 - 大阪市日本橋尋常小学校と改称。
- 1909年 - 大阪市日本橋第一尋常小学校と改称。
- 1913年 - 大阪市日本橋尋常小学校と改称。
- 1919年 - 現在地に移転。
- 1934年9月21日 - 室戸台風で校舎被害。
- 1941年4月1日 - 国民学校令により、大阪市日本橋国民学校と改称。
- 1945年3月13日 - 大阪大空襲で校舎焼失。
- 1946年4月1日 - 休校。大阪市日東国民学校（大阪市立日東小学校）に統合。
- 1949年9月1日 - 大阪市立日本橋小学校として、現在地で再開校。
- 1962年 - 校歌制定。
- 2017年 - 閉校。大阪市立浪速小学校へ統合。

## 通学区域
- 大阪市浪速区 日本橋3丁目、日本橋4丁目（大半地域）、日本橋5丁目（一部）、日本橋東1丁目、日本橋西1丁目（大半地域）、難波中2丁目（大半地域）、下寺1丁目。

卒業生は大阪市立日本橋中学校に進学していた。

## 交通
- 大阪市営地下鉄千日前線・堺筋線 日本橋駅 南へ約700m。
- 近鉄難波線 近鉄日本橋駅 南へ約700m。
- 南海本線・高野線 難波駅 東へ約650m。
- 大阪市営地下鉄御堂筋線 難波駅 南東へ約800m。
- 大阪市営地下鉄谷町線 四天王寺前夕陽ヶ丘駅 北西へ約1km。

## 著名な出身者
- 格清政典 - 産経新聞社記者